# Tatort: Borowski und das dunkle Netz
Borowski und das dunkle Netz ist ein Fernsehfilm aus der Krimireihe Tatort. Der vom NDR produzierte Beitrag ist die 1015. Tatort-Episode und wurde am 19. März 2017 im Ersten und im SRF 1 ausgestrahlt. Der Kieler Kommissar Klaus Borowski ermittelt in seinem 29. Fall; für seine Kollegin Sarah Brandt ist es der zwölfte Fall.

## Handlung
Der LKA-Beamte Jürgen Sternow wird gezielt in einem Fitnessstudio ermordet. Er war Leiter der Spezialabteilung Cybercrime des Landeskriminalamtes – Borowski und Brandt beginnen zu ermitteln. Die Spuren führen zu einem im Darknet angeheuerten Auftragskiller. Dieser wurde bei seinem Anschlag auf Sternow verletzt und kann über eine Internetspur außerhalb des Darknets recht bald von Brandt gestellt werden. Brandt und Borowski versuchen mit Hilfe der Cybercrime-Abteilung des Opfers, den Auftraggeber des Mordes zu finden. Der Versuch, ihn mittels eines Trojaners in einer Bilddatei ausfindig zu machen, scheitert, indem der Trojaner umgekehrt wird, was unter anderem zur Auslösung der Sprinkleranlage in den Räumen der Ermittler führt. Dieser Fehlschlag erhärtet den Verdacht, dass der Auftraggeber aus den Reihen der an den Ermittlungen Beteiligten stammt, da er offenbar von dem Trojaner gewusst hat. 
Als Brandt den Staatsanwalt Tom Austerlitz zu Hause aufsucht, der Brandt in seine Abteilung abwerben wollte, sieht sie in seinem Keller auf eingeschalteten Monitoren die Schrift Orion, das Pseudonym des Auftraggebers. Austerlitz hatte in der Asservatenkammer des Reviers an einem beschlagnahmten Computer einen Klebezettel mit dem Code eines Bitcoin-Kontos entdeckt und entwendet, was von Sternow und einem weiteren Beamten nicht unbemerkt blieb. Die verweste Leiche des Letzteren, inzwischen Pensionär, wurde bereits von den Kommissaren in einem Schacht in seiner Wohnung entdeckt. Auch der Auftragsmörder wurde nach einem Besuch des Staatsanwaltes in seiner Zelle erhängt aufgefunden.  
Über eine andere Spur ist auch Borowski auf Austerlitz gestoßen. Als er seine Kollegin nicht erreichen kann, rast er zu der Wohnung des Staatsanwalts. Brandt entgeht ihrer Ermordung, indem sie eine Tierfalle aus Austerlitz' Sammlung todbringend gegen ihn verwendet.

## Hintergrund
Der Film wurde vom 4. Juli 2016 bis zum 27. Juli 2016 in Kiel, Hamburg, Schwarzenbek und Reinbek gedreht.
Als Borowski gegen Ende zu seiner Kollegin rast, regt er sich über seine Sprachassistentin Sabine auf und sagt: „Ich werde dich löschen!“ Sie antwortet in Anspielung an den Science-Fiction-Film 2001: Odyssee im Weltraum mit den Worten von HAL: „Das kann ich nicht zulassen!“ und „Ich habe Angst.“

## Rezeption

### Kritiken
„Es gibt viele starke Szenen in diesem ‚Tatort‘, zusammen ergeben sie aber keinen starken Film. Am Ende gelingt es den Filmemachern nicht, aus der ständigen ironischen Überhöhung zurück auf den Boden der Tatsachen zu kommen. Denn das soll ‚Borowski und das dunkle Netz‘ eigentlich ja auch sein: ein handfester Thriller, in dem die Ermittler gegen die Zeit einen schwer zu fassenden Gegner jagen.“

„Ein Zeichentrick-Kommissar ist in der Tatort-Geschichte so selten wie ein prügelndes Zebra: Alles ist also geboten in dieser Episode, und alles ist mal wieder zu viel. Der Film ist Thriller und Thriller-Persiflage zugleich. Schwarze Komödie, in der sich Sargträger im Absperrband verheddern. Aber in den Erklärmomenten auch Schulfunk-Seminar und manchmal eben auch schon wieder komplett drüber in seiner Unglaubwürdigkeit. [...] Dass man trotzdem dranbleibt, liegt an den Dialogen, textlich ist er durchgehend bittersüß und sehr präzise.“

TV Spielfilm urteilte, der Film sei „rastlos bis hastig erzählt, dabei aber stets virtuos“. Er „irritiert aber etwas bei den Nebenfiguren.“ „Was der Regisseur mit der Nebenfigur 'Rezeptionistin Rosi' erzählen will bleibt ein wenig schleierhaft – und ihr Schicksal offenbar egal.“

### Einschaltquoten
Die Erstausstrahlung von Borowski und das dunkle Netz am 19. März 2017 wurde in Deutschland von 9,19 Millionen Zuschauern gesehen und erreichte einen Marktanteil von 25,0 % für Das Erste. In der Schweiz wurde der Tatort auf SRF 1 von 389.000 Zuschauern geschaut und erreichte einen Marktanteil von 20,8 %.